# Ködnitz
Ködnitz là một đô thị thuộc huyện Kulmbach bang Bayern nước Đức

## Các khu vực dân cư
Ködnitz is arranged in the following boroughs:
| - Ebersbach - Fölschnitz - Forstlasmühle - Haaghof - Hauenreuth - Heinersreuth - Höllgraben | - Kauerndorf - Ködnitz - Leithen - Listenberg - Meierhof - Mühlberg - Pinsenhof |